# لين (مؤدية أصوات)
لين (Lynn) هي مؤدية أصوات يابانية ولدت في 1 يونيو في محافظة كاناغاوا.

## أدوارها في الأنمي

### مسلسلات أنمي تلفزيونية
- فقط لأن! - إينا كوميا
- ماغي: The Kingdom of Magic - إيرو
- غينغيتسوني - موريتا
- غيت: قوات الدفاع الذاتي تقاتل في أرض غريبة - دورا، ميوتي
- بلاستيك ميموريز - ريهو سايتو
- البدلة المتنقلة جاندام: أيتام الدم الحديدي - ماساهيرو آلتلاند (أيام الطفولة)
- يونغ بلاك جاك - تيارا
- ديث باريد - شيغيرو ميورا (أيام الطفولة)
- لانس آند ماسكس - سيلفيا مارلو
- ديمنشن دبليو - أتسوكو هيروسي
- قرية الضياع - سوي لاتي، بي-تان
- بياض الثلج ذات الشعر الأحمر - كيدو
- بونغو ستراي دوغز - أتسوشي ناكاجيما (أيام الطفولة)
- كيجو!!!!!!!! - نوزومي كاميناشي
- فوكا - فوكا أكيتسوكي
- قصص فتيات أشباه البشر - هيماري تاكاناشي
- إلدلايف - نينوتشيكا
- أنغولموا: غزو المغول - الأميرة تيروهي
- فريق الإطفاء الناري - برنسس هيبانا
- نيفرلاند الموعودة - غيلدا
- نحن عاجزون عن الدراسة - مافويو كيريسو

### أنمي الإنترنت
- مونستر سترايك - آوي ميزوساوا

### أفلام أنمي
- إعصار نوردا - آنسة موموي، كينتا سايجو (سن السابعة)
- مونستر سترايك ذا موفي: إلى مكان البداية - آوي ميزوساوا
- نو غيم نو لايف زيرو - ليلي
- أريد أن آكل بنكرياسك - ساكورا ياماوتشي

## أدوارها في ألعاب الفيديو
- فاير إمبلم فيتس - أزورا

## أدوارها في الدبلجة اليابانية
- غلي - مارلي روز
- مملكة بزوغ القمر - ليزي آي
- وقت المغامرة - نبتر
- ريو 2 - بيا

## وصلات خارجية
- لين على موقع IMDb (الإنجليزية)
- لين على موقع روتن توميتوز (الإنجليزية)
- لين على موقع ميوزك برينز (الإنجليزية)
- لين على موقع قاعدة بيانات الفيلم (الإنجليزية)
- لين على موقع كينوبويسك (الروسية)
- لين على موقع ANN person (الإنجليزية)